# John Steinbeck House
Pour les articles homonymes, voir Steinbeck.
La John Steinbeck House est une maison située à Salinas, dans le comté de Monterey, en Californie. Domicile de John Steinbeck durant son enfance, elle est aujourd'hui transformée en restaurant. Elle est inscrite au Registre national des lieux historiques depuis le 8 août 2000.